# Герб Монтсеррата
Герб Монтсеррата — один из официальных государственных символов заморской территории Великобритании Монтсеррат, созданный в 1909 году.

## Описание
Герб состоит из щита, на котором изображена женщина в зелёном платье, героиня ирландского эпоса Эрин, женская персонификация Ирландии. Она держит золотую арфу, символ Ирландии, которая присутствует на гербе Ирландии, и обнимает крест, символ христианства. Герб отдает дань ирландскому происхождению первых поселенцев острова Монтсеррат, сосланных на остров Оливером Кромвелем в XVII столетии.
Герб присутствует на флаге Монтсеррата, а также на флаге, используемом губернатором Монтсеррата.

## История

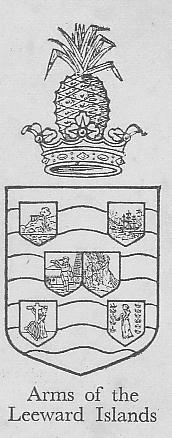
Герб Британских Подветренных островов, 1909 год. Герб Монтсеррата слева внизу.

В 1833 году была образована колония Британские Подветренные острова, в которую вошёл и Монтсеррат. В 1905 году Геральдическая палата Великобритании высказало идею о необходимости создания гербов для всех английских колоний. Правительство одобрило эту инициативу, и колонии стали подавать официальные запросы на создание гербов. В 1909 году был принят герб Подветренных островов, который содержал гербы, представляющие шесть административных единиц колонии. Одним из этих гербов был специально созданный для этого герб Монтсеррата. В 1956 году, после роспуска колонии, Монтсеррат преобразовал изображение на гербе Подветренных островов в собственный герб.